# Anti-világ
Az Anti-világ a Mézga Aladár különös kalandjai című magyar rajzfilmsorozat tizenharmadik és egyben utolsó része, a sorozat epizódjaként a Mézga család huszonhatodik része.

## Cselekmény
Paula rettentően aggódik Aladár viselkedése miatt. Takarítani akart a szobájában, de senkit nem engedett be és tiszteletlenül viselkedett – ráadásul áramot vezetett a kilincsbe, hogy amíg nincs otthon, senki ne törhesse fel a zárat. De végül csak sikerült, és Paula nekiállt rendet rakni, és ezután a megtalált hegedűtokot eladta a Gulliverklivel együtt az ócskásnak. Viselkedése miatt Géza azt a büntetést találta ki, hogy Aladárnak egy álló hónapig minden műsort meg kell néznie a tévében, amit lát. Aladár elalszik a krimi alatt, és sehogy nem tudják felébreszteni, ezért szülei az ágyába cipelik.
Innentől nem teljesen egyértelmű, hogy Aladár csak álmodta vagy tényleg megtörtént az epizód cselekménye (Blöki szerint álom volt és ő azért szerepelt benne, mert álmában sem hagyja magára, viszont így nem emlékezhetne arra, ami történt). A kéményen keresztül indul útnak a megkerült Gulliverklivel, és Blökire bízza, hogy válasszon úticélt. Ezután ismét annyira felgyorsulnak, hogy a mutató kiakad, de ahelyett, hogy az időben utaznának, az űrhajó felrobban és ők a semmiben lebegve zuhannak. Egy idő után földet érnek egy furcsa tengerparton, ahol a víz a száraz, a föld pedig folyékony, a házak fejjel lefelé a földbe épültek és a pincéik vannak a felszínen, ők pedig fejjel lefelé járnak a plafonon. Egy rendőr (aki ellentétesen beszél) segít rajtuk, odaadja a sisakját és az övét nekik (ami a földön tartja őket), majd elirányítja őket a Néptömeghez, aki hátha tud segíteni nekik. A Néptömeg, aki valójában egyetlen ember, felrobbant egy házat, ami alatt van egy titkos, őrzött alagút, ami elvileg a kijárat lehet. Egy csapóajtót kinyitva kizuhannak a semmibe, és attól félnek, mindketten meghalnak, ám ekkor meglátják a Földet, célba veszik, és Aladár az eseményeket követően az ágyában ébred.

## Alkotók
- Rendezte: Nepp József, Temesi Miklós
- Írta: Nepp József, Romhányi József
- Dramaturg: Komlós Klári
- Zenéjét szerezte: Deák Tamás
- Operatőr: Bacsó Zoltán
- Hangmérnök: Bársony Péter
- Vágó: Hap Magda
- Lektor: Lehel Judit
- Háttér: Magyarkúti Béla, Kaim Miklós
- Rajzolták: Hernádi Oszkár, Kecskés Magda, Kriskovics Zsuzsa, Küsztel Richárdné, Major Józsefné, Radvány Ödönné, Rosta Géza, Szabados Mária, Temesi Miklós, Újváry László
- Munkatársak: Gyöpös Katalin, Halla József, Juhász Ági, Kassai Klári, Székely Ida, Tamási Péter, Törőcsik Jolán, Zsebényi Béla
- Színes technika: Dobrányi Géza
- Gyártásvezető: Szigeti Ágnes
- Produkciós vezető: Gyöpös Sándor, Kunz Román

Készítette a Magyar Televízió megbízázásól a Pannónia Filmstúdió

## Szereplők
- Mézga Aladár: Némethy Attila
- Blöki: Szabó Ottó
- Mézga Géza: Harkányi Endre
- Mézgáné Rezovits Paula: Győri Ilona
- Mézga Kriszta: Földessy Margit
- Halász (Madarász): Képessy József
- Fordított feleség: Schubert Éva
- Fordított férj: Körmendi János
- Éleslátású palástos férfi: Tordy Géza
- Rendőr: Somogyvári Rudolf
- Maharaja: Rátonyi Róbert
- Néptömeg: Csákányi László
- Robot őrszem: Horváth Pál